# Telischa qetanna
| ֽ | Sof pasuq       |  | ֑   | Etnachta            |
| ֶ | Segol (Trope)   |  | ֓ ׀ | Schalschelet gedola |
| ֔ | Zaqef qaton     |  | ֕   | Zakef gadol         |
| ֗ | Rewia           |  | ֖   | Tipcha              |
| ֮ | Zarqa (Trope)   |  | ֙   | Paschta             |
| ֚ | Jetiw           |  | ֛   | Tewir               |
| ֜ | Geresch (Trope) |  |    | Gerschajim (Trope)  |
| ֡ | Pazer           |  | ֟   | Qarne para          |
| ֠ | Telischa gedola |  | ֣ ׀ | Munach Legarmeh     |

| ֣ | Munach           |  | ֤ | Mahpach         |
| ֥ | Mercha           |  | ֦ | Mercha kefula   |
| ֧ | Darga (Trope)    |  | ֨ | Qadma           |
| ֩ | Telischa qetanna |  | ֪ | Jerach ben jomo |
| ֖ | Majela (Trope)   |  |  |                 |

Telischa qetanna ◌֩(hebräisch תְּלִישָׁא קְטַנָּה), auch Telischa ketanna oder lateinisch Telîs̆ā parvum, ist eine Trope in der jüdischen Liturgie und zählt zu den biblischen Betonungszeichen Teamim, die in der Tora und anderen Büchern erscheinen.

## Begriffe
| Trope                                                                          |
| ------------------------------------------------------------------------------ |
| von altgriechisch τρόπος tropos über jiddisch טראָפּ trop dt.: Betonung, Melodie |

In der aschkenasischen Tradition wird das Betonungszeichen Telischa qetanna genannt. Der aschkenasische Zusatz qetanna (קְטַנָּה ‚klein‘) bezieht sich auf die kleine, kürzere Note, die folgt, so die kurze Note Qadma. Die sephardische Tradition nennt es Talscha/Talsa/Tilsa (תַּלְשָׁא), während die italienische Tradition es als Tarsa (תַּרְסָא) bezeichnet. In der jemenitischen Tradition wird es auch Tilscho Semol (תִּלְשָא שְׂמֹאל) genannt. Die jemenitische Tradition weist mit dem hebräischen Wort Semol (שְׂמֹאל ‚links‘) auf das Symbol hin, das sich auf dem linken Wortende befindet und nach links zeigt.

## Symbol
Das Symbol von Telischa qetanna besteht aus einem kleinen Kreis, mit einem kleinen Strich nach unten rechts. Der Akzent wird nachgestellt und erscheint ganz links oben am Ende des Worts. Das Symbol ist spiegelverkehrt zum Symbol von Telischa gedola und kann leicht damit verwechselt werden.

## Grammatik
| Geresch | Qadma | Telischa qetanna | Munach |
| ------- | ----- | ---------------- | ------ |
| ◌֜       | ◌֨     | ◌֩                | ◌֣      |

Telischa qetanna ist ein sekundärer, konjunktiver Verbinder und steht grundsätzlich vor einem Wort, das mit einem Qadma ausgezeichnet ist. Häufig erscheint es als weiterer konjunktiver Akzent zusammen mit Qadma vor Geresch. Vor Telischa qetanna können zusätzlich auch ein oder mehrere Wörter mit Munach erscheinen.
| Zarqa | Munach Mercha | Qadma | Telischa qetanna | (Munach) |
| ----- | ------------- | ----- | ---------------- | -------- |
| ◌֮     | ◌֣ ◌֥           | ◌֨     | ◌֩                | ◌֣        |

Weniger häufig erscheint die Trope vor Zarqa, Paschta oder Tewir in Fällen, wo diese Diskjunktionen ein Geresch ersetzen. In diesen Fällen folgt der Kombination Telischa qetanna und Kadma immer eine weitere Konjunktion bis zu einer der genannten Disjunktionen.

## Vorkommen
| Teil des Tanach | Telischa qetanna |
| --------------- | ---------------- |
| Tora            | 451              |
| Nevi’im         | 1056             |
| Ketuvim         | 350              |
| Gesamt          | 1857             |

Die Tabelle zeigt das Vorkommen von Telischa qetanna in den 21 Büchern.